# Alana Haim
Alana Mychal Haim (Los Angeles, 15 de desembre de 1991) és una música i actriu estatunidenca. És membre del grup de pop-rock Haim, juntament amb les seves dues germanes grans Este i Danielle, on canta i toca el piano i la guitarra. El 2020, Haim va rebre una nominació al Grammy a l'àlbum de l'any pel seu tercer treball discogràfic, Women in Music Pt. III.
El 2021, Alana Haim va protagonitzar la pel·lícula Licorice Pizza de Paul Thomas Anderson, per la qual va rebre elogis de la crítica i va ser nominada al Globus d'Or a la millor actriu còmica, i un premi BAFTA a la millor actriu.

## Trajectòria
Alana Haim va néixer el 15 de desembre de 1991 a Los Angeles en una família jueva. El seu pare, Mordechai «Moti» Haim, és un jugador de futbol professional retirat d'origen israelià que es va traslladar als Estats Units d'Amèrica el 1980. La seva mare, Donna Rose, era professora d'art en una escola de Filadèlfia. L'àvia paterna de Haim era originària de Bulgària. Té dues germanes grans, Este (nascuda el 1986) i Danielle (nascuda el 1989).
Haim es va criar a la Vall de San Fernando en una família de músics. El seu pare era bateria en un grup coral, i la seva mare era cantant de folk i una concursant guanyadora de The Gong Show als anys 1970. Ambdós van ensenyar a les seves filles a tocar diversos instruments. En créixer, les germanes van començar a escoltar rock clàssic i els discos de música americana dels seus progenitors, tot i que també van desenvolupar el seu propi gust pel R&B dels anys 1990. La família finalment va formar un grup, Rockinhaim, i va fer el seu primer concert al Canter's Deli de Los Angeles l'any 2000, amb Moti a la bateria i Donna a la veu, en què van interpretar versions de rock dels anys 1970 i 1980.
Alana Haim va assistir a l'escola secundària d'arts del Comtat de Los Angeles on es va graduar el 2010. Després va assistir breument a Los Angeles Valley College abans de deixar els estudis per a centrar-se en la seva carrera musical.
El 2007, Alana i les seves germanes van formar la banda Haim i van llançar l'EP Forever el 2012. Han aparegut en molts festivals de música, en un dels quals van cridar l'atenció del músic Jay-Z, que les va fitxar pel seu flamant segell discogràfic Roc Nation el 2012. Haim va signar amb Columbia Records a finals de 2012 i va publicar el seu primer àlbum d'estudi, Days Are Gone, el setembre de 2013, que va ser un èxit comercial i van ser convidades al programa Saturday Night Live. Van publicar el seu segon àlbum d'estudi, Something to Tell You, el juliol de 2017. El juny de 2020, van presentar el seu tercer àlbum, Women in Music, Pt. III, que va ser nominat com a Àlbum de l'any en els 63ns Premis Grammy, amb el senzill "«The Steps» nominat a la millor interpretació de rock. L'àlbum va figurar a les llistes de millors àlbums de l'any en mitjans com The Guardian, NPR, Pitchfork i Stereogum.
Alana Haim va protagonitzar Licorice Pizza, un llargmetratge de 2021 dirigit per Paul Thomas Anderson, que anteriorment havia dirigit diversos dels videoclips del grup i un breu documental sobre la realització de Something to Tell You. Licorice Pizza està ambientada a la dècada del 1970 i Haim n'és la protagonista al costat de Cooper Hoffman, el fill del difunt col·laborador d'Anderson, Philip Seymour Hoffman. A The Hollywood Reporter, David Rooney va elogiar la seva actuació com «una presència incandescent que marca l'arribada d'una estrella de la pantalla totalment formada».